# Taunusstein
Taunusstein (pronunciación en alemán: /ˈtaʊ̯nʊsˌʃtaɪ̯n/ⓘ) es una localidad alemana del estado federado de Hesse en la región de Darmstadt y el distrito de Rheingau-Taunus. Se formó el 1 de octubre de 1971 al fusionarse las anteriores comunidades de Bleidenstadt, Hahn, Neuhof, Seitzenhahn, Watzhahn y Wehen y agregarse en 1972 las de Hambach, Niederlibbach, Orlen y Wingsbach, con lo que alcanzó la consideración de villa.
Se encuentra a unos 10 km al noroeste de Wiesbaden y otros 10 km al oeste de Idstein y la autopista A-3. Es una zona rural a unos 30 km del río Rhin. El punto más bajo se sitúa a 310 m sobre el nivel del mar y el más alto a 613,9 m.
Limita al norte con las comunidades de Hohenstein y Hünstetten y la ciudad de Idstein, al este con la comunidad de Niedernhausen y al sur con la ciudad de Wiesbaden, al oeste se encuentran Schlangenbad y Bad Schwalbach.

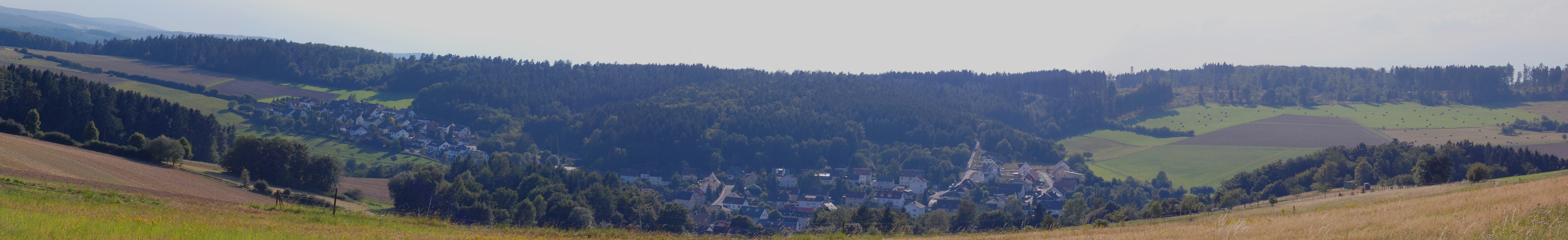
Panorama del barrio de Wingsbach.

Está formado por diez barrios con la siguiente población:
| Barrio        | Población |
| ------------- | --------- |
| Bleidenstadt  | 7,497     |
| Hahn          | 7,083     |
| Hambach       | 428       |
| Neuhof        | 3,338     |
| Niederlibbach | 538       |
| Orlen         | 1,237     |
| Seitzenhahn   | 1,382     |
| Watzhahn      | 254       |
| Wehen         | 6,681     |
| Wingsbach     | 778       |

## Ciudades hermanadas
- Francia, Herblay desde 1973.
- Reino Unido, Yeovil desde 1987.
- España, Caldes de Montbui desde 1989.
- Alemania, Wünschendorf/Elster desde 1991.

## Personajes célebres
- Emil Erlenmeyer, químico.
- Carl Friedrich Emil von Ibell (1780-1834), presidente de Hesse-Homburg.